# Ithycyphus
Ithycyphus is een geslacht van slangen uit de familie Pseudoxyrhophiidae.

## Naam en indeling
Er zijn vijf soorten, de wetenschappelijke naam van de groep werd voor het eerst voorgesteld door Albert Günther in 1873. De slangen werden eerder aan andere geslachten toegekend, zoals Herpetodryas, Dryophylax en Philodryas.

## Uiterlijke kenmerken
De slangen bereiken een lichaamslengte tot 1,5 meter. De kop is duidelijk te onderscheiden van het lichaam door de aanwezigheid van een duidelijke insnoering. De ogen hebben een ronde pupil. Een aantal soorten heeft een lichtere kleur kop en een afwijkend donkere kleur staart.

## Levenswijze
De slangen zijn overdag actief en leven veelal in bomen. De lokale bevolking is bang voor specifiek deze soorten, omdat gedacht wordt dat ze slangen zich met de staart naar beneden uit bomen laten vallen om mensen en runderen te doorboren.

## Verspreiding en habitat
De slangen komen voor in delen van Afrika endemisch op Madagaskar. Ithycyphus miniatus is daarnaast te vinden op de eilanden Nosy Be, Nosy Komba en mogelijk op de Comoren. De habitat bestaat uit vochtige tropische en subtropische laaglandbossen, tropische en subtropische droge bossen, graslanden en scrublands.

## Beschermingsstatus
Door de internationale natuurbeschermingsorganisatie IUCN is aan alle soorten een beschermingsstatus toegewezen. Vier soorten worden beschouwd als 'veilig' (Least Concern of LC) en een soort als 'onzeker' (Data Deficient of DD).

## Soorten
Het geslacht omvat de volgende soorten, met de auteur en het verspreidingsgebied.
| Naam                | Auteur         | Verspreidingsgebied                                        | Beschermingsstatus |
| ------------------- | -------------- | ---------------------------------------------------------- | ------------------ |
| Ithycyphus blanci   | Domergue, 1988 | Madagaskar                                                 |                    |
| Ithycyphus goudoti  | Schlegel, 1837 | Madagaskar                                                 |                    |
| Ithycyphus miniatus | Schlegel, 1837 | Madagaskar, Nosy Be, Nosy Komba en mogelijk op de Comoren. |                    |
| Ithycyphus oursi    | Domergue, 1986 | Madagaskar                                                 |                    |
| Ithycyphus perineti | Domergue, 1986 | Madagaskar                                                 |                    |